# Bab El Jazira
Bab El Jazira ou Bab Dzira (arabe : باب الجزيرة) est l'une des portes de la médina de Tunis (Tunisie).
Signalée par Al-Bakri au XIe siècle, elle est orientée vers le cap Bon et tire son nom du terme arabe (Jazira) désignant sa presqu'île.
Elle est démolie au milieu du XVIIIe siècle au profit de Bab Alioua.
La porte, qui se trouvait au niveau de l'actuelle rue des Teinturiers, permettait le passage des flux de voyageurs circulant entre la médina et le sud du pays.